# Josef Dessauer
Josef Dessauer, původní křestní jméno Siegmund, (28. května 1798 Praha – 8. června? 1876 Mödling u Vídně), byl klavírista a hudební skladatel pocházející z Čech.

## Život
Otec Siegmunda Dessauera byl pražský obchodník židovského původu a předpokládalo se, že Siegmund převezme jeho obchod. Studoval hru na klavír u Bedřicha Diviše Webera, prvního ředitele Pražské konzervatoře a skladbu u Václava Jana Křtitele Tomáška. Tomášek ho seznámil s Františkem Palackým, se kterým se Dessauer důvěrně spřátelil.
Na svou první obchodní misi vycestoval roku 1821 do Neapole. Tam se však spíše věnoval hudbě než obchodu. Přijal křestní jméno Josef a získal si vynikající pověst jako klavírista a hudební skladatel. Po smrti svého otce v roce 1825 se sice rodinného obchodu ujal, přestěhoval se do Vídně, ale velmi brzy se obchodní činnosti vzdal a cele se věnoval hudbě.
V roce 1831 odjel do Paříže, kde si rychle získal velkou popularitu i přátelství tehdejších literárních a hudebních špiček. Mezi jeho blízké přátele patřili Hector Berlioz, Giacomo Meyerbeer, Gioacchino Rossini a Jacques Fromental Halévy. Ferenc Liszt zkomponoval klavírní transkripce jeho tří nejoblíbenějších písní, Frédéric Chopin mu věnoval dvě ze svých polonéz (Deux polonaises, op. 26) a s George Sandovou si dlouhá léta dopisoval. Shodou okolností zemřeli ve stejný den.
Přestože po většinu svého života žil ve Vídni, nepřetrhal své vazby na Prahu a slovanské prostředí. Ve Vídni se zúčastňoval Slovanských besed. Napsal šest písní na texty Františka Ladislava Čelakovského a tři písňové cykly věnoval české a slovenské písní (Slavische Melodien). Jeho první opera Lidwinna byla uvedena v Praze v roce 1836 u příležitosti korunovace posledního českého krále Ferdinanda I. Dobrotivého. Na sklonku života téměř zcela oslepl.

## Dílo

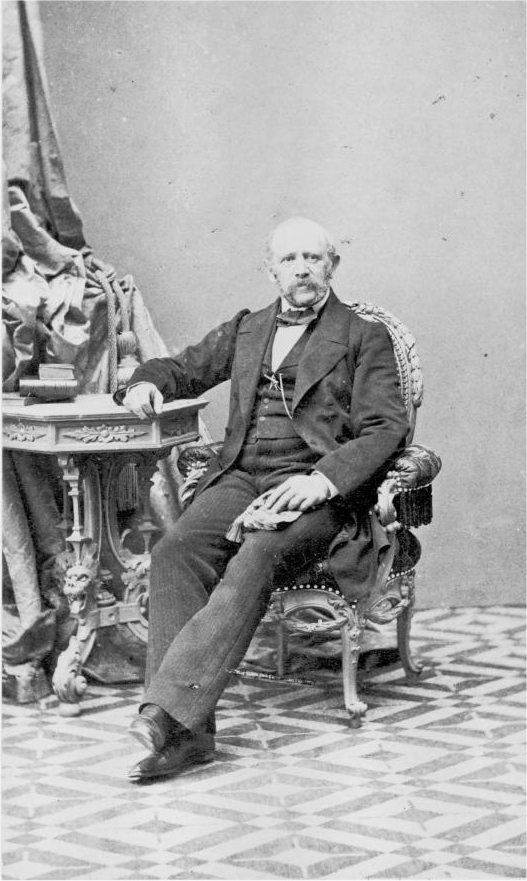
Josef Dessauer – Fotografie Ludwiga Angerera

Dessauer se stal skladatelem širokého záběru. Komponoval opery, komorní hudbu, symfonie i další orchestrální skladby, ale světového úspěchu dosáhl svými písněmi. Vydal přes dvacet písňových cyklů. Je právem považován za důstojného pokračovatele Franze Schuberta v oboru písňové tvorby. Ve svém díle vycházel z ducha lidových písní evropských národů.

### Opery
- Lidwinna (Praha 1836)
- Návštěva v Saint-Cyru (Ein Besuch in Saint-Cyr) (Drážďany 1838)
- Pasquitta (Vídeň 1851)
- Dominga aneb Nápadníci z Oléronu (Dominga oder Die Schmuggler in den Pyrenäen/Dominga oder Die Freier von Oléron) (Vídeň 1860)
- Oberon (neprovedeno)

### Nejznámější písně
- Lockung (Vábení)
- Verschwiegenheit (Mlčení)
- Das Gebet (Modlitba)
- Wie Glücklich (Jak šťasten)
- Am Strande (Na pobřeží)
- Ich Denke Dein
- Das Zerbrochene Ringlein (Zlomený prstýnek)